# 特尼 (密蘇里州)
特尼（英語：Turney）是位於美國密蘇里州克林頓縣的村。

## 人口
根據2020年美國人口普查的數據，特尼的面積為1.20平方千米，皆為陸地。當地共有人口114人，而人口密度為每平方千米95人。